# Religión de la Antigua Grecia (fuentes)
La religión de Grecia Antigua no es posible describirla a partir de observaciones directas. Hace falta pues, para conocerla, apoyarse en un conjunto importante de fuentes, que son principalmente de orden literario, epigráfico y arqueológico. Por muy ricas e interesantes que ellas sean, todas estas fuentes no son realmente pertinentes más que consideradas juntas.

## Las fuentes literarias
Las fuentes que permiten aprehender la religión griega son principalmente de carácter literario. Según Heródoto, fueron los poetas Homero y Hesíodo quienes proporcionaron a los helenos una doctrina acerca de los dioses e incluso dieron a estos sus nombres, atributos y funciones.
Lo más notable reside en la ausencia de textos sagrados. Ninguna de estas fuentes es de naturaleza divina, ni religiosa, ni enuncia un dogma ni describe de manera normativa los ritos. Se tiene solo un conjunto dispar de textos literarios, en los cuales hay mezclados de forma dispersa elementos de naturaleza religiosa (como descripciones de ritos), leyendas, mitos. Además, los autores griegos querían distinguirse por su conocimiento enciclopédico de los mitos en cuestión, llegando incluso a citar o inventar hechos desconocidos de otras fuentes. No es, pues, siempre posible, cuando se halla la descripción de una leyenda aislada o de un mito diferente de una versión más célebre, decidirse: ¿es un caso particular de la leyenda o del mito propio de una región precisa, o bien no es más que una invención del autor que le permite distinguirse de otros?

### Homero
Constituye el primero de los autores griegos — se le sitúa alrededor del siglo VIII a. C. — cuyas dos obras que la tradición le atribuye (su existencia misma está sujeta a cautela), la Ilíada y la Odisea, son consideradas, hasta el final de la antigüedad griega, como la primera fuente de sabiduría y de aprendizaje de los valores humanos. En época clásica aún, en los siglos IV y V a. C., los griegos se reconocían en estos textos. 
Son ricos en descripciones de ritos (principalmente de oraciones y sacrificios), que se encuentran en ellas como en las épocas posteriores. Los testimonios aportados son pues relativamente fiables. Incluso, informan sobre las relaciones entre los hombres y los dioses, los cuales son vistos de manera muy humana: ellos sufren (física y psicológicamente), se alegran, pueden ser heridos. Esta gran proximidad entre los dioses y los hombres es una concepción clásica de la divinidad, que se encuentra frecuentemente a lo largo de la antigüedad.
Ejemplo de descripción de un rito, en el canto xi, versos 23-43, de la Odisea :
| Ἔνθ’ ἱερήϊα μὲν Περιμήδης Εὐρύλοχός τε Ἔσχον· ἐγὼ δ’ ἄορ ὀξὺ ἐρυσσάμενος παρὰ μηροῦ Βόθρον ὄρυξ’ ὅσσον τε πυγούσιον ἔνθα καὶ ἔνθα, Ἀμφ’ αὐτῷ δὲ χοὴν χεόμην πᾶσιν νεκύεσσιν, Πρῶτα μελικρήτῳ, μετέπειτα δὲ ἡδέϊ οἴνῳ, Τὸ τρίτον αὖθ’ ὕδατι· ἐπὶ δ’ ἄλφιτα λευκὰ πάλυνον. Πολλὰ δὲ γουνούμην νεκύων ἀμενηνὰ κάρηνα, Ἐλθὼν εἰς Ἰθάκην στεῖραν βοῦν, ἥ τις ἀρίστη, Ῥέξειν ἐν μεγάροισι, πυρήν τ’ ἐμπλησέμεν ἐσθλῶν, Τειρεσίῃ δ’ ἀπάνευθεν ὄϊν ἱερευσέμεν οἴῳ Παμμέλαν’, ὃς μήλοισι μεταπρέπει ἡμετέροισιν. Τοὺς δ’ ἐπεὶ εὐχωλῇσι λιτῇσί τε, ἔθνεα νεκρῶν, Ἐλλισάμην, τὰ δὲ μῆλα λαϐὼν ἀπεδειροτόμησα Ἐς βόθρον, ῥέε δ’ αἷμα κελαινεφές· αἱ δ’ ἀγέροντο Ψυχαὶ ὑπὲξ Ἐρέϐευς νεκύων κατατεθνειώτων. Νύμφαι τ’ ἠΐθεοί τε πολύτλητοί τε γέροντες Παρθενικαί τ’ ἀταλαὶ νεοπενθέα θυμὸν ἔχουσαι, Πολλοὶ δ’ οὐτάμενοι χαλκήρεσιν ἐγχείῃσιν, Ἄνδρες ἀρηΐφατοι βεϐροτωμένα τεύχε’ ἔχοντες· Οἳ πολλοὶ περὶ βόθρον ἐφοίτων ἄλλοθεν ἄλλος Θεσπεσίῃ ἰαχῇ· ἐμὲ δὲ χλωρὸν δέος ᾕρει. | Allí, Perímedes y Euríloco sostuvieron las víctimas [del sacrificio]; Yo, desenvainando la aguda espada que llevaba en el muslo Abrí un hoyo de casi un codo: Alrededor, hice la libación a todos los muertos: Primero con aguamiel, luego con dulce vino Y, por último, con agua y espolvoreé una blanca harina. A continuación, supliqué con fervor a las cabezas sin vida de los muertos Y les prometí, si regresaba a Ítaca, la mejor vaca no paridera que hubiera para sacrificársela en mi palacio, y que llenaría la pira de tesoros. También a Tiresias le sacrificaría un carnero Enteramente negro, joya de nuestros rebaños. Tras mis ruegos y súplicas al pueblo de los muertos Tomé las reses y las degollé sobre el hoyo; Corrió la negra sangre y al instante Los espíritus de los muertos, saliendo del Erebo, se congregaron: Mujeres jóvenes, mancebos, ancianos que en otro tiempo padecieron males, Tiernas vírgenes con el corazón afligido por un reciente pesar, Varones que habían muerto por armas de bronce, Víctimas de la guerra, llevando todavía sus armaduras ensangrentadas. Todos estos espíritus se juntaron alrededor del hoyo, En un formidable clamor. Un gran miedo se apoderó de mí. |

Se trata de una invocación a los muertos cuyas etapas son descritas detalladamente: cavadura de una fosa (los muertos se sitúan tradicionalmente en las profundidades de la tierra), libaciones, oraciones y sacrificio cruento, la sangre de las víctimas animales puede devolver a las almas de los muertos bastante fuerza así como una cierta forma de consciencia. Esta escena no debe ser considerada como un elemento folclórico aislado: este rito, en efecto, es confirmado bajo esta forma por otros documentos, y los testimonios coinciden.

### Hesíodo
Autor beocio del fin del siglo VIII a. C., dos de sus principales obras son ricas en testimonios religiosos: la más célebre, la Teogonía, informa de como fue conformado el mundo y la génesis de los dioses. Es ante todo una fuente mitológica. La segunda, Trabajos y días, poema consagrado al mundo agrícola, describe los ritos propios del mundo rural. Es, además, en este poema donde se halla el mito de las razas.

### Himnos homéricos
Estos textos, escritos entre el siglo VII a. C. y el siglo IV a. C., no suelen ser atribuidos a Homero, pero están redactados en su estilo. Forman una selección de poemas dirigidos a tal o cual divinidad, sin orden ni unidad. Su interés es sobre todo mitológico, cada dios principal tiene aquí su biografía.

### Poetas líricos arcaicos (siglos VII-Va.C.)
Esencialmente no quedan más que fragmentos de las obras de estos poetas. Destacan en particular dos poetas: 
- Baquílides (siglo V a. C.), varios de cuyos textos están completos; se consagran a héroes, comparados a tal o cuál dios.
- Píndaro (c. 518-c. 446 a. C.), poeta de la corte, escribe por encargo de tiranos para celebrar sus victorias deportivas (epinicios) en los juegos; sus textos son comparaciones de los atletas con los dioses. Ofrecen, sin embargo, testimonios a veces ambiguos. Su enfoque moral, le hace suprimir algunos pasajes «incómodos» de episodios divinos, lo que reconoce a veces.

Se puede constatar un ejemplo claro de esto en la segunda parte de la Olímpica I. Está dedicada a los Atridas Tántalo y Pélope, su hijo. El episodio mitológico tradicional informa cómo, habiendo querido verificar la sagacidad de los dioses, Tántalo les invita a una comida en el curso de la cual les sirve a su propio hijo guisado. Deméter se come una paletilla, sin darse cuenta de la ignominia de su acto. Este episodio es problemático: presenta a los dioses como caníbales a pesar de ellos mismos. Píndaro no puede, sin embargo, en una oda dedicada a las carreras de caballos, ignorarlo. Pélope era el fundador mítico de los concursos hípicos. El poeta cuenta otra versión del mito, precisando que las otras son falsas y blasfemas: Tántalo habría invitado a los dioses a una comida; Poseidón cayó enamorado del joven Pélope, lo habría raptado y ante la ausencia del joven un vecino celoso de Tántalo le habría calumniado diciendo que, justamente, si Pélope estaba en paradero desconocido, era porque su propio padre lo habría servido a los dioses. Píndaro indica aquí claramente que rechaza las versiones anteriores a la suya (en griego, Ἐμοὶ δ’ ἄπορα γαστρίμαργον μακάρων τιν’ εἰπεῖν. Ἀφίσταμαι. «Me es imposible llamar «glotón» a cualquier inmortal que lo sea. Me niego a ello»).

### Literatura clásica (fin delsigloV-IVa.C.)
La literatura clásica es rica en testimonios religiosos indirectos. No se encuentran, sin embargo, más que en solo un texto, la tragedia Las Bacantes de Eurípides (circa 480-406 a. C.), en el cual se consagran exclusivamente a un sujeto religioso. En la comedia, las divinidades aparecen a menudo, pero la mayor parte del tiempo de manera paródica. Los acarnienses, comedia de Aristófanes (445-380 a. C.), describe una dionisia rural, ceremonia en honor de Dionisos. La autenticidad de la descripción está garantizada por el humor del autor; esto es, para hacer reír a su público, no inventa ni deforma la dionisia; la evocación, en efecto, no es burlesca en sí; es que lo es, un personaje conduce su dionisia él solo.

### Periodo helenístico (323-30a.C.)

#### Obras didácticas
Es en esta época cuando empiezan a aparecer análisis, descripciones y comentarios de los ritos. El problema principal de estos testimonios es que se preocupan de su racionalización, surgida tras Platón, quien ha podido impulsar a los comentaristas a modificar o transformar sus objetos de estudio (ritos, leyendas, mitos) a fin de hacerlos conformes a cierto rigor lógico, de suerte que el lector moderno no tiene asegurada la autenticidad de las descripciones. La importancia del evemerismo (de Evémero, escritor del siglo III a. C.) se hace también sentir: es la tendencia a justificar las leyendas y los mitos por la supuesta deformación de hechos históricos lejanos. El evemerismo, por ejemplo, explica que los dioses principales del panteón griego eran antiguos reyes que la memoria humana ha divinizado. Estos textos son sobre todo de esencia filosófica: no es posible saber lo que el pueblo mismo pensaba de su religión. Entre los autores notables, hay que recordar a Diodoro Sículo (v. 90-v. 20) y su Biblioteca histórica, así como el pseudo-Apolodoro del siglo I o II a. C. y su Biblioteca, una clase de compilación analítica de los mitos.

#### Poesía
La poesía helenística ofrece algunos testimonios, menos seguros puesto que sus autores, una vez más, inventan mitos en los que utilizan raras versiones. Lo que sea para agradar al público, pero a la vez era necesario conocer las leyendas descritas, lo que excluye una gran inventiva. Se encuentra en Calímaco de Cirene (v. 310-v. 243), en sus Himnos (a veces muy próximos a los Himnos homéricos; podría además ser el autor de alguno de estos textos), la mención de ritos raros, sin embargo conocidos por otras fuentes a veces muy lejanas. Incluso, Apolonio de Rodas (v. 295-v. 215), en sus Argonáuticas (que cuenta la leyenda de los Argonautas), pone en escena un mito que data al menos del periodo homérico, adornando ritos y dioses poco conocidos que, sin embargo existían. Se hallan pues ahí testimonios verdaderos.

#### Otras fuentes literarias
Dos autores «inclasificables» a recordar: 
- Plutarco (h. 46–h. 120): habiendo él mismo asumido el cargo de sacerdote de Apolo en Delfos, varios de sus escritos están consagrados a fenómenos religiosos.
- Pausanias (siglo II): infatigable geógrafo de una gran erudición, en su Descripción de Grecia (Periégesis) describe minuciosamente la Grecia no insular de su época redactada bajo la forma de una guía turística, todos los santuarios en actividad, los ritos de su tiempo y del pasado, los lugares sagrados, estatuas, edificios y otras «antigüedades religiosas». Verdadera mina de información para los arqueólogos, algunas de sus descripciones son de una precisión impresionante. El problema que tienen sus testimonios viene de su método de investigación: Pausanias no distingue claramente lo que se le ha informado de lo que ha visto y de lo que se podía ver en el pasado.

## Fuentes arqueológicas

Mapa de los principales santuarios de la Grecia clásica.